# Уэбб, Говард
Го́вард Ме́лтон Уэ́бб, также Ховард Уэбб и Ха́уард Уэ́бб (англ. Howard Melton Webb, произношение ['haʊəd web]; род. 14 июля 1971, Ротерем, Йоркшир и Хамбер) — английский футбольный судья. С 2003 по 2014 годы судил матчи английской Премьер-лиги. В 2005 году был включён в список судей ФИФА. Кавалер Ордена Британской империи. Рекордсмен по количеству жёлтых карточек, показанных в финалах чемпионатов мира.

## Судейская карьера

### Финал Лиги чемпионов УЕФА 2010
| Бавария                | 0:2 | Интер                  |
| ---------------------- | --- | ---------------------- |
| Демикелис · ван Боммел |     | Милито 34′, 70′ · Киву |

20 мая 2010 года Уэбб был назначен главным судьёй на финальный матч Лиги чемпионов 2010 года. В матче, который прошёл 22 мая, он показал три жёлтых карточки.

### Чемпионат мира 2010
24 октября 2008 года ФИФА опубликовала список судей на предстоящий чемпионат мира 2010 года, куда был включён Уэбб.
5 февраля 2010 года ФИФА подтвердила участие Уэбба в турнире. 16 июня 2010 года он отсудил матч группы H между сборными Испании и Швейцарии, 24 июня — матч группы F между сборными Италии и Словакии, а 28 июня — матч 1/8 финала между сборными Бразилии и Чили.

#### Финал чемпионата мира 2010
| Нидерланды | 0:1 (д.в.) | Испания                                                                          |
| --- | ---------- | -------------------------------------------------------------------------------- |
| ван Перси 15' · ван Боммел 22' · де Йонг 28' · ван Бронкхорст 54' · Хейтинга 57' 110' · Роббен 84' · ван дер Вил 112' · Матейсен 117' | отчёт      | Иньеста 116′ · Пуйоль 17' · Рамос 23' · Капдевила 67' · Иньеста 118' · Хави 120' |

8 июля 2010 года Уэбб был назначен главным судьёй на финальный матч чемпионата мира, в котором встретились сборные Нидерландов и Испании. Он стал первым судьёй-англичанином, назначенным на финал чемпионата мира, с 1974 года, когда финал между сборными Нидерландов и ФРГ отсудил Джек Тейлор.
В финальном матче Уэбб показал 14 жёлтых карточек и 1 красную, побив рекорд финала чемпионата мира 1986 года, в котором было показано 6 жёлтых карточек.

### Чемпионат мира 2014
На чемпионате мира по футболу 2014 года судил матч группы С между Колумбией и Кот-д’Ивуаром 19 июня и матч 1/8 финала между Бразилией и Чили 28 июня.

## Статистика

### Жёлтые и красные карточки
| Сезон   | Матчи | Всего | за игру | Всего | за игру |
| ------- | ----- | ----- | ------- | ----- | ------- |
| 2000/01 | 26    | 58    | 2,23    | 1     | 0,04    |
| 2001/02 | 32    | 69    | 2,16    | 5     | 0,16    |
| 2002/03 | 39    | 145   | 3,72    | 4     | 0,10    |
| 2003/04 | 34    | 92    | 2,94    | 9     | 0,26    |
| 2004/05 | 34    | 100   | 2,94    | 2     | 0,06    |
| 2005/06 | 47    | 117   | 2,49    | 7     | 0,15    |
| 2006/07 | 43    | 151   | 3,51    | 9     | 0,21    |
| 2007/08 | 38    | 128   | 3,37    | 2     | 0,05    |
| 2008/09 | 40    | 132   | 3,30    | 6     | 0,15    |
| 2009/10 | 35    | 124   | 3,54    | 4     | 0,11    |
| Итого   | 368   | 1116  | 3,03    | 49    | 0,13    |

### Красные карточки в Премьер-лиге

#### 2003/04
- «Саутгемптон» — «Болтон Уондерерс», Михаэль Свенссон, вторая жёлтая карточка (86 минута)

#### 2004/05
- «Кристал Пэлас» — «Саутгемптон», Гонсало Сорондо, грубый фол (59 минута)
- «Саутгемптон» — «Кристал Пэлас», Питер Крауч, грубый фол (58 минута)

#### 2005/06
- «Чарльтон Атлетик» — «Сандерленд», Даррен Эмброуз, грубый фол (55 минута)
- «Тоттенхэм Хотспур» — «Фулхэм», Майкл Доусон, вторая жёлтая карточка (72 минута)
- «Вест Хэм Юнайтед» — «Ливерпуль», Хайден Маллинс, грубый фол (82 минута)
- «Ливерпуль» — «Вест Хэм Юнайтед», Луис Гарсия, грубый фол (82 минута)

#### 2006/07
- «Чарльтон Атлетик» — «Вест Хэм Юнайтед», Джими Траоре, вторая жёлтая карточка (26 минута)
- «Манчестер Сити» — «Рединг», Усман Дабо, грубый фол (80 минута)
- «Арсенал» — «Фулхэм», Филипп Сендерос, вторая жёлтая карточка (66 минута)
- «Блэкберн Роверс» — «Вест Хэм Юнайтед», Дэвид Бентли, вторая жёлтая карточка (90+ минута)

#### 2007/08
- «Фулхэм» — «Вест Хэм Юнайтед», Леон Андреасен, вторая жёлтая карточка (88 минута)

#### 2008/09
- «Вест Хэм Юнайтед» — «Манчестер Сити», Марк Нобл, вторая жёлтая карточка (37 минута)
- «Манчестер Юнайтед» — «Ливерпуль», Неманья Видич, вторая жёлтая карточка (90 минута)
- «Манчестер Юнайтед» — «Манчестер Сити», Криштиану Роналду, вторая жёлтая карточка (68 минута)
- «Арсенал» — «Ливерпуль», Эммануль Адебайор, вторая жёлтая карточка (62 минута)
- «Ньюкасл Юнайтед» — «Фулхэм», Себастьян Бассонг грубый фол (60 минута)

#### 2009/10
- «Бернли» — «Эвертон», Стивен Джордан, вторая жёлтая карточка (62 минута)
- «Вулверхэмптон Уондерерс» — «Уиган Атлетик», Ричард Стерман, вторая жёлтая карточка (45 минута)
- «Уиган Атлетик» — «Вулверхэмптон Уондерерс», Хендри Томас, вторая жёлтая карточка (67 минута)

## Личная жизнь
Одно время состоял в отношениях с немецким судьёй Бибианой Штайнхаус. Женат на Кей Уэбб, воспитывает троих детей: Холли, Джека и Люси.
Помимо судейской работы, является сержантом в полицейском управлении Саут-Йоркшира. Также работал руководителем судейского корпуса в Саудовской Аравии.